# تشيلسي موسم 2003–04
كان موسم 2003–04 هو الموسم الثاني عشر على التوالي لنادي تشيلسي لكرة القدم في الدوري الإنجليزي الممتاز والعام الـ98 له كنادي. تم إقالة المدرب كلاوديو رانييري في 31 مايو 2004 وتم استبداله بجوزيه مورينيو. في يوليو 2003، باع رئيس مجلس الإدارة لفترة طويلة كين بيتس النادي إلى الملياردير الروسي رومان أبراموفيتش.
أنهى تشيلسي الموسم في المركز الثاني بالدوري الإنجليزي الممتاز. في دوري الأبطال، وصل تشيلسي إلى الدور نصف النهائي ضد موناكو، لكنه فشل في الوصول إلى النهائي، وخسر 5–3 في مجموع المباراتين أمام الفريق الفرنسي. كما خرجوا من كأس الاتحاد الإنجليزي في الجولة الخامسة أمام أرسنال، وكأس كارلينغ في ربع النهائي أمام أستون فيلا.